# Кастель (национальный парк)
Национальный парк Кастель (ивр. גן לאומי קסטל‎) — национальный парк в Израиле, состоящий из укреплённой вершины в Иудейских горах, на месте бывшей палестинской деревни Аль-Кастал, известной ивритоговорящим как Ха-Кастель. Расположен в 8 км к западу от Иерусалима на дороге, соединяющей его с Тель-Авивом (Шоссе 1).
Национальный парк Кастель в основном известен как место ключевых сражений операции «Нахшон», которые велись здесь в апреле 1948 года во время Первой арабо-израильской войны 1948 года. Там происходили ожесточённые бои, унесшие множество жизней, поскольку арабы и евреи боролись за контроль над местом, выходившим на главную магистраль Тель-Авив—Иерусалим. Кастель несколько раз переходил из рук в руки в ходе боев. Ситуация изменилась, когда был убит арабский командир Абд аль-Кадир аль-Хусейни. Многие арабы покинули свои позиции, чтобы присутствовать на похоронах аль-Хусайни в мечети Аль-Акса в пятницу, 9 апреля. В тот же день Кастель пал перед израильскими войсками практически без сопротивления.
В национальном парке есть мемориал погибшим там израильским солдатам, в том числе памятник, спроектированный в 1980 году Ицхаком Ямином, и памятник конвоям, пытавшимся прорвать блокаду Иерусалима.

## История

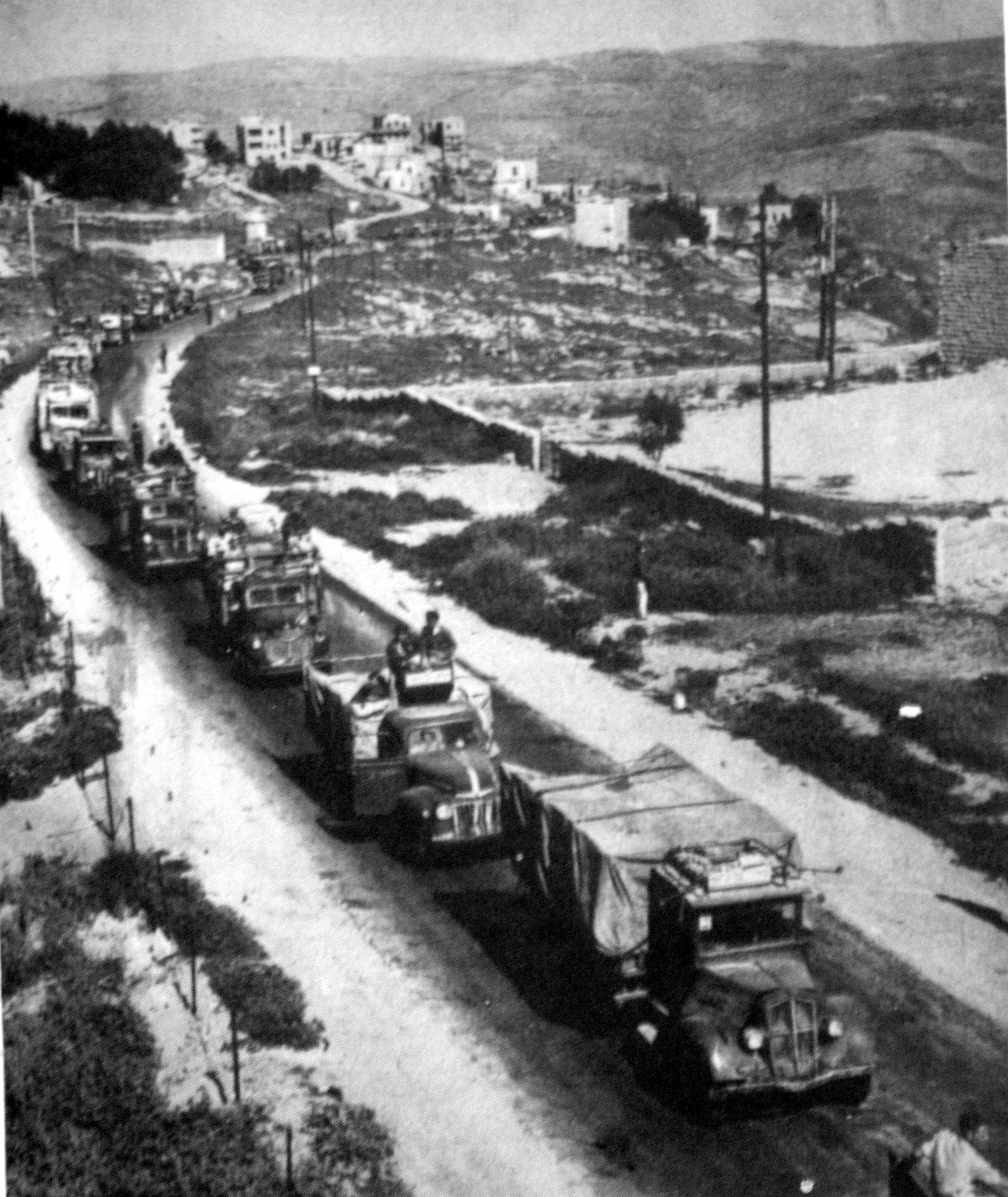
Конвой на пути в Иерусалим (1948).

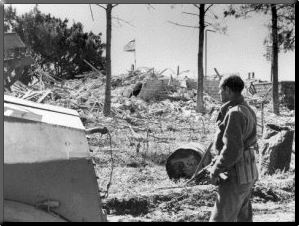
Кастал во время операции «Нахшон» (1948).

В этом районе, благодаря его стратегическому положению, люди стали селиться в античные времена. Римляне построили там крепость, известную как Кастеллум, чтобы обеспечить себе контроль над дорогой в Иерусалим.
Захватившие эти места крестоносцы построили на руинах римской крепости замок, упоминаемый в хрониках как Castellum Belveer, следов которого не обнаружено.
После падения крестоносцев Кастель на века исчез из исторических источников. Со временем на этом месте выросла арабская деревня, названная Аль-Кастал. Дом мухтара (деревенского старосты) был построен на вершине холма.
Во время британского правления в Палестине британцы называли этот район «Замком» (англ. The Castle).
В 1947 году арабская осада Иерусалима привела к строгому нормированию воды и продуктов питания. Поскольку население города оказалось на грани голодной смерти, по дороге из Тель-Авива колоннами начали ездить машины снабжения в сопровождении охраны. Автобусы и грузовики были защищены стальными пластинами и деревянными щитами, что делало машины тяжёлыми и медленными, делая их идеальной мишенью. Пользуясь этим, арабы, окопавшиеся в Аль-Кастале, нападали на конвои.
К 1 апреля 1948 года, когда в Иерусалиме закончилась вода и население было вынуждено питаться растениями, «Пальмах» начал операцию «Нахшон». Коммандос нашли деревню почти пустой и не встретили особого сопротивления. Когда известие о падении Аль-Кастела дошло до арабских лидеров, они приказали командиру Абд аль-Кадиру аль-Хусейни вернуть его. Тысячи арабских добровольцев откликнулись на его призыв к оружию. Вооружённые ножами, дубинками, ружьями и взрывчаткой, они в течение пяти дней беспрестанно холм атаковали. В конце концов у еврейских защитников закончились продовольствие и боеприпасы, а подкрепление не прибыло.
8 апреля двое бойцов «Пальмаха» заметили троих неизвестных, идущих вверх по склону, и открыли по ним огонь. Двое бежали, а третий, которым оказался аль-Хусейни, был убит. Через час солдат, слушавший арабские радиопередачи, услышал повторяющуюся снова и снова фразу: «Птичка упала в клетку». «Птица» было кодовым обозначением аль-Хусейни. Обозлённые арабы устремились к склонам Кастеля и открыли огонь с трёх сторон. Многие еврейские боевики были убиты, а Кастель был отбит. Но уже на следующий день коммандос «Пальмаха» обнаружили, что на холме осталось всего несколько человек. Большая часть арабских боевиков и отправились хоронить аль-Хусейни. Так, Кастель был взят под контроль евреями, что позволило прервать блокаду Иерусалима.
В 1951 году у подножия холма Кастель была основана еврейская деревня Мевасерет-Цион. Сегодня весь холм с руинами крепости и траншеями является памятником. На этом месте много бронзовых табличек, описывающих ход боев в апреле 1948 года.